# Gränum
Gränum – miejscowość (tätort) w Szwecji, w regionie administracyjnym (län) Blekinge, w gminie Olofström.
Według danych Szwedzkiego Urzędu Statystycznego liczba ludności wyniosła: 223 (31 grudnia 2015), 251 (31 grudnia 2018) i 257 (31 grudnia 2019).